# Crosniera panie
Crosniera panie is een tienpotigensoort uit de familie van de Callianideidae. De wetenschappelijke naam van de soort is voor het eerst geldig gepubliceerd in 1997 door Poore.